# Imperata cylindrica
Imperata cylindrica é uma espécie de planta com flor pertencente à família Poaceae. 
A autoridade científica da espécie é (L.) Rauschel, tendo sido publicada em Nomenclator Botanicus [ed. 3] 3: 10. 1797.
Os seus nomes comuns são caniço-branco ou imperato.

## Portugal
Trata-se de uma espécie presente no território português, nomeadamente em Portugal Continental.
Em termos de naturalidade é nativa da região atrás indicada.

## Protecção
Não se encontra protegida por legislação portuguesa ou da Comunidade Europeia.